# Verdachtsstrafe
Die Verdachtsstrafe (lat. Poena suspicionis; auch außerordentliche Strafe, Poena extraordinaria) war eine im deutschen Rechtskreis bis ins 19. Jahrhundert verbreitete Praxis, bei der ein Angeklagter auch ohne Beweis, sondern aufgrund von Indizien, oder allein der Überzeugung des Gerichts verurteilt werden konnte. Als „Ausgleich“ wurde das Strafmaß dabei in der Regel herabgesetzt (zum Beispiel lebenslange Freiheitsstrafe statt Todesstrafe bei Verdacht des Mordes, Bsp. Sophie Charlotte Elisabeth Ursinus). Die Verdachtsstrafe steht im Widerspruch zur heute verbreiteten, grundrechtlich zugesicherten Unschuldsvermutung.